# Versatile Multilayer Disc
Il Versatile Multilayer Disc (abbreviato VMD o HD VMD) è un supporto ottico sviluppato per la televisione ad alta definizione da parte della New Media Enterprises Inc.. È stato pensato per competere con l'HD DVD e il Blu-ray Disc, ma dopo l'abbandono del formato HD DVD, lo si pensa come un formato complementare al Blu ray e non alternativo.
Nel marzo 2006 alla CeBIT, la NME da una dimostrazione di un prototipo di un lettore VMD e annuncia un'aspettativa di lancio del formato per il terzo quadrimestre dello stesso anno. Alla fiera del Custom Electronic Design & Installation Association del settembre 2007, la NME esibisce due lettori da lanciare nell'ottobre 2007. Il lancio avrebbe dovuto coincidere con il rilascio di 20 titoli cinematografici nel formato VMD; essi comprendevano produzioni di Icon Productions, Paramount Pictures, Walt Disney Pictures, New Line Cinema, Lionsgate e The Weinstein Company. Firmano inoltre un accordo con la compagnia di produzione di Bollywood Eros Group intenzionata a produrre 50 opere nel formato VMD.
Nel marzo 2007 si registrano un totale di film disponibili in formato HD-VMD di circa un centinaio titoli, in lingua inglese, francese, spagnola, portoghese, polacca e indiana.

## Caratteristiche

### Formato disco
Il formato VMD usa approssimativamente 5GB per strato, simile allo standard del DVD, ma vi si possono applicare fino a 4 strati, raggiungendo una capacità di 20GB totali. Il più raro supporto da 40 a 50GB è, rispettivamente, dotato di 8 e 10 strati L'azienda produttrice annuncia inoltre la capacità di collocare fino a 20 strati per supporto, raggiungendo così una capacità di 100GB totali, senza perdita qualità nell'archiviazione dei dati.

### Formato contenuto
Il formato HD VMD supporta filmati in risoluzione massima di 1080p, pari a quella supportata dai Blu-ray disc e HD DVD. Il video è codificato in formato MPEG-2 e VC-1, per un bitrate massimo di 40 Mb/s, ricadendo tra il massimo bitrate del HD DVD (36 Mbit/s) e Blu-ray (48 Mbit/s). È prevista per il futuro la possibilità di supportare su dischi VMD filmati codificati in formato H.264. Il formato HD VMD supporta fino al canale 7.1 Dolby Digital, Dolby Digital Plus, e uscita audio DTS, tuttavia non offre i codec audio surround del Dolby TrueHD e DTS-HD Master Audio.